# Summa Ri I
Der Summa Ri I (oder Savoia Kangri) ist ein Nebengipfel des Skil Brum im Karakorum an der Grenze zwischen dem pakistanischen Sonderterritorium Gilgit-Baltistan und dem autonomen Gebiet Xinjiang (Volksrepublik China).
Der Summa Ri I hat eine Höhe von 7286 m (nach anderen Angaben 7263 m oder 7302 m). Der Gipfel befindet sich 2,39 km nordöstlich des Skil Brum. Die Schartenhöhe beträgt 246 m. Der Savoiagletscher strömt von der Ostflanke des Berges in östlicher Richtung zum Godwin-Austen-Gletscher. Der Summa Ri I gilt als einer der höchsten unbestiegenen Gipfel.